# Saint-George SA
Die Saint-George Sport Association oder kurz Saint-George SA (amharisch ቅዱስ ጊዮርጊስ) ist ein Fußballverein aus Addis Abeba in Äthiopien. Seine Heimspiele trägt der Klub im Addis-Abeba-Stadion aus.

## Geschichte
Der Verein wurde von Griechen gegründet, als die Italiener im Abessinienkrieg im Jahr 1935 ins Land einfielen. Gegründet von Ayele Atnash and George Dukas, wurde der Verein schnell ein Symbol von Nationalismus und Freiheit Äthiopiens. Nachdem die Italiener 1937 abzogen, verwandelte sich der Verein zum Symbol der Identität vieler Äthiopier. Da es keine anderen Fußballvereine in Äthiopien gab, wurde nur gegen ausländische Vereine gespielt.
1947 wurde die erste äthiopische Fußballliga gegründet, in der drei Mannschaften um die Meisterschaft kämpften. 1950 gelang Saint-George der erste Gewinn der Meisterschaft. Zwei Jahre später gewann man auch zum ersten Mal den äthiopischen Pokal, 1953 verteidigten sie den Titel.
1967 nahmen sie das erste Mal am African Cup of Champions Clubs teil. Sofort bei der ersten Teilnahme rückte man bis ins Halbfinale vor, welches man gegen den späteren Sieger Tout Puissant Mazembe verlor. Dies war das erste und letzte Mal, dass der Verein mehr als die zweite Runde erreichte. 1975 gelang der erste Einzug in den African Cup Winners’ Cup, schied aber schon in der ersten Runde aus dem Turnier. Nachdem man in den 1990er Jahren sechsmal die Meisterschaft gewonnen hatte, schaffte man es in den 2000ern achtmal den Titel, seit der Saison 2007/08 ist der Verein ununterbrochen Titelträger. Im November 2007 begann der Verein mit der Beschaffung von Geld für den Bau eines neuen Stadions. Von 80 Millionen Birr, übernahm Scheich Mohammed Hussein Al Amoudi 80 Prozent der Finanzierung.
Im Jahr 2017 schaffte es der Verein im Rahmen der CAF Champions League 2017 erstmals in der Vereinsgeschichte das Erreichen der Gruppenphase. In den ersten beiden Runden wurden hierfür Mannschaften von den Seychellen und der Republik Kongo geschlagen. In der Gruppenphase waren die namhaften Teams wie Espérance Sportive de Tunis (Tunesien) sowie Mamelodi Sundowns (Südafrika) zu stark und Saint-George landete nur auf dem dritten Platz, punktgleich mit dem AS Vita Club. Abgesehen von den sportlichen Leistungen, wurde im gleichen Jahr auch der Bau der Yidnekahew Tessema Sport Academy in Bishoftu erfolgreich abgeschlossen. Benannt wurde die Akademie nach Ydnekachew Tessema, ein ehemaliger Spieler des Vereins sowie mehrfacher Nationalspieler. Als Nationaltrainer Äthiopiens schaffte er mit dem Gewinn des Afrika-Cup 1962 etwas bisher einmaliges in der Fußballgeschichte des Landes. Außerdem war er von 1972 bis 1987 Präsident des Confédération Africaine de Football (CAF). Die Akademie kostete circa 60 Millionen Birr, ist 24.000 Hektar groß und soll bis zu 100 Jugendspielern eine unterbringen können. Zu den Einrichtungen der Akademie gehören: zwei Fußballplätze, eine Cafeteria, ein Konferenzzentrum, Umkleidekabinen, ein modernes medizinisches Zentrum, ein Fitnessstudio sowie Schlafsäle.

## Titel und Erfolge
- Äthiopische Premier League (31×): 1950, 1966, 1967, 1968, 1971, 1975, 1987, 1991, 1992, 1994, 1995, 1996, 1999, 2000, 2002, 2003, 2005, 2006, 2008, 2009, 2010, 2012, 2014, 2015, 2016, 2017, 2022, 2023
- Äthiopischer Pokal (10×): 1952, 1953, 1957, 1973, 1974, 1977, 1993, 1999, 2011, 2016
- Äthiopischer Supercup (16×): 1985, 1986, 1987, 1994, 1995, 1996, 1999, 2001, 2002, 2003, 2005, 2006, 2009, 2010, 2015, 2017
- Addis Ababa City Cup (7×): 2009, 2010, 2011, 2013, 2017, 2019, 2022

## Abschneiden in CAF-Wettbewerben
- CAF Champions League: 23 Teilnahmen

| 1967 – Halbfinale 1968 – Erste Runde 1969 – Erste Runde 1972 – Zweite Runde 1976 – Erste Runde 1986 – Zweite Runde 1991 – w/o (Erste Runde) 1992 – Vorrunde 1993 – Vorrunde 1996 – Zweite Runde 1997 – Erste Runde 2000 – Erste Runde | 2001 – Erste Runde 2003 – Vorrunde 2004 – Erste Runde 2006 – Erste Runde 2007 – Erste Runde 2010 – Vorrunde 2011 – Vorrunde 2013 – Achtelfinale 2015 – Vorrunde 2016 – Erste Runde 2017 – Gruppenphase 2018 – Erste Runde |

- CAF Cup: 1 Teilnahme

2002 – Zweite Runde
- African Cup Winners’ Cup: 3 Teilnahmen

1975 – Erste Runde
1978 – Vorrunde
1994 – Zweite Runde
- CAF Confederation Cup: 1 Teilnahme

2012 – Erste Runde

## Bekannte Spieler
- Ydnekachew Tessema (1935–1958)
- Luciano Vassallo (1974)
- Geoffrey Sserunkuma (2007)
- Saladin Said (2007–2011)
- George Owino (2008)
- Brian Umony (2015–2018)

## Bekannte Trainer
- Michael Krüger (2012–2014)